# Rakkaudesta
Rakkaudesta es el nombre del sexto álbum de la banda finlandesa PMMP; quiere decir en finés Sobre Amor. Se lanzó el 23 de marzo de 2012. De este álbum se han lanzado hasta el momento los sencillos Helliumpallo y Rakkalleni. Ya logró el Disco de Oro en su país y llegó al puesto #1 de los discos más vendidos.

## Lista de canciones
1. 4Ever Young.(Por Siempre Joven)
2. Korkeasaari. (Zoológico)
3. Helliumpallo.(Pelota de Helio)
4. Koko Show.(Todo el Show)
5. Jeesus Ei Tule Oletko Valmis.(Jesús No Viene, ¿Estás Listo?)
6. Rakkaalleni.(A Mi Amado)
7. Tytöt.(Chicas)
8. Pahvinaamari.(Máscara de Cartón)
9. Kevään Valo.(Primavera de Luz)
10. Toivo.(Esperanza)

## Sencillos extraídos
- Helliumpallo.
- Rakkalleni

- Datos: Q9066129